# Ermittlungsakte
Als Ermittlungsakte bezeichnet man im Strafprozessrecht eine Akte, welche die chronologisch oder nach anderen Gesichtspunkten sortierte Gesamtheit von im Rahmen eines Ermittlungsverfahrens angefallen Schriftstücken enthält.
Einfache Ermittlungsakten sind chronologisch sortiert, beginnend mit der Strafanzeige. Es folgen die aufgrund der Anzeige durchgeführten Ermittlungen (z. B. Zeugenvernehmungen).
Die Ermittlungsakte wird bei der Behörde angelegt, wo die Strafanzeige erstattet wird oder eingeht. In der Regel geschieht dies bei der Polizei, jedoch kann die Anzeige auch bei der Staatsanwaltschaft erstattet werden, die sie dann für die weiteren Ermittlungen an die Polizei weiterleitet. 
Je nach zugrunde liegendem Delikt oder Täteraufkommen wird die Ermittlungsakte unterteilt: Neben der Hauptakte, die chronologisch als roter Faden geführt wird, können
- Fallakten
- Täter-, Personenakten
- Spurenakten
- Lichtbildakten

geführt werden.

## Beispiele
In einer Mordermittlung sind regelmäßig Spuren- und Lichtbildakten erforderlich.
In einer Ermittlung gegen einen Serieneinbrecher sind regelmäßig Fallakten zu jeder einzelnen Tat sinnvoll.
Werden die Einbrüche durch eine Tätergruppe begangen, sind neben den Fallakten auch Personenakten zweckmäßig, aus der zu jeder Tat der Tatbeitrag der einzelnen Person zu ersehen ist.
Nach Abschluss der polizeilichen Ermittlungen wird die Ermittlungsakte an die Staatsanwaltschaft abgegeben, wo sie mit einem staatsanwaltschaftlichen Aktenzeichen versehen wird.
Wird in der vorliegenden Ermittlungssache Anklage erhoben, wird die Ermittlungsakte an das Gericht weitergegeben.